# یوهان نیستروم (شناگر)
یوهان نیستروم (به انگلیسی: Johan Nyström) (زادهٔ ۱۶ نوامبر ۱۹۷۵) شناگر اهل سوئد است.